# Wohnhaus Am Kirchplatz 3
Das Wohnhaus Am Kirchplatz 3 neben der St.-Marcellus-Kirche in Asendorf (Landkreis Diepholz) in der niedersächsischen Samtgemeinde Bruchhausen-Vilsen stammt wohl aus dem 19. Jahrhundert.
Aktuell (2023) wird es zum Wohnen genutzt.
Das Gebäude steht unter Denkmalschutz (siehe auch Liste der Baudenkmale in Asendorf (Landkreis Diepholz)).

## Beschreibung
Das ein- und zweigeschossige Gebäude mit einem seitlichen Flügel, alle in Fachwerk mit Steinausfachungen und Satteldächern sowie Inschrift im Giebelbalken, stammt wohl aus dem 19. Jahrhundert.